# Catocala sponsalis
Catocala sponsalis là một loài bướm đêm thuộc họ Erebidae. Nó được tìm thấy ở Nepal, Trung Quốc (Hồ Bắc) và miền bắc Lào.